# Skalná päsť
Skalní pěst (slovensky Skalná päsť, též Jánošíkova päsť, Liskovská päsť či Čertova Kiahnica) je přírodní památka v katastrálním území obce Lisková v okrese Ružomberok v Žilinském kraji na Slovensku. Území bylo vyhlášeno v roce 1971 a jeho rozloha je 0,0015 hektaru. Předmětem ochrany je skalní útvar spojený s lidovými pověstmi. Vápencová skála má charakter skalního hřibu ve tvaru za lidské ruky. Vznikla v důsledku eroze. Skála je šest metrů vysoká, u základny 2,5 metru široká a v nejvyšší části čtyři metry široká.